# Berthold Dücker
Berthold Dücker (* 26. Oktober 1947 in Geismar) ist ein deutscher Journalist.

## Werdegang
Dücker kam in dem unmittelbar an der innerdeutschen Grenze gelegenen Ort Geisa/Rhön zur Welt. Im Juli 1964 schloss er an der Allgemeinbildenden polytechnischen Oberschule in Geisa seine Schulausbildung ab. Wenige Wochen später überwand er am 24. August 1964 im Alter von 16 Jahren mit Hilfe einer Kneifzange die innerdeutsche Grenze und floh in das hessische Setzelbach. Nach einem Aufenthalt im Flüchtlingslager an der Margarethenhütte in Gießen nahm er bei der Fuldaer Zeitung eine Ausbildung zum Schriftsetzer auf, die er aufgrund gesundheitlicher Probleme abbrechen musste.
Stattdessen schlug er beruflich den Weg eines Journalisten ein. Vom 1. Mai 1965 bis 30. April 1967 absolvierte er ein Volontariat bei der Fuldaer Volkszeitung und hatte während dieser Zeit erstmals Kontakt mit dem Beobachtungsstützpunkt Point Alpha der US-Armee. In den Jahren 1968/69 war er Redakteur beim Holsteinischen Courier in Neumünster, wechselte dann als Stellvertretender Ressortchef Lokales/Land zur Hildesheimer Allgemeinen Zeitung und kam 1971 als Leitender Redakteur zur Kirchenzeitung für das Bistum Hildesheim.
Von 1975 bis 1977 war er Stellvertretender Chefredakteur des Hannoverschen Wochenblatts, von 1977 bis 1984 Chefredakteur bei Kehrwieder am Sonntag. 1985 war er Mitbegründer der Neuen Zeitung für den Großraum Hildesheim, von 1985 bis 1989 Chefredakteur beim Extra Tip in Kassel  und von 1990 bis 1993 Chefredakteur beim Kreisboten in Weilheim. Nach Jahren der Trennung von seiner Familie kehrte er wieder in die thüringische Rhön zurück und übernahm zum 1. April 1993 den Posten des Chefredakteurs bei der Südthüringer Zeitung, den er bis 2009 ausübte.

### Engagement für den Point Alpha
Als er im Frühjahr 1995 von den Plänen zur Renaturierung des Geländes des Observation Post Alpha der U.S. Army erfuhr, mobilisierte er öffentliche Proteste und erreichte, dass der gesamte Baukomplex unter Denkmalschutz gestellt wurde. Der am 29. Juni 1995 gegründete Verein Grenzmuseum Rhön Point Alpha e. V., dessen Vorsitz Dücker übernahm, begann mit dem Aufbau der heutigen Gedenkstätte. Er initiierte 2003 das Kuratorium Deutsche Einheit, das seit 2005 für Verdienste um die Einheit Deutschlands und Europa in Frieden und Freiheit den Point-Alpha-Preis vergibt. Seit Gründung der Point Alpha Stiftung zum 1. Januar 2008 engagiert er sich in verschiedenen Positionen für die Stiftung und den zugehörigen Förderverein Point Alpha e.V. Auch wenn Dücker auf Point Alpha aktuell kein offizielles Amt mehr bekleidet, engagiert er sich weiterhin für die Bildung zum Kalten Krieg und der SED-Diktatur in der Region.

## Ehrungen
- 2000: Verdienstorden des Freistaats Thüringen
- 2005: Einheitspreis/Bürgerpreis der Bundeszentrale für politische Bildung
- 2007: Ehrenbrief des Landes Hessen
- 2009: Journalistenpreis Thüringen des Deutschen Journalisten-Verbandes, Landesverband Thüringen
- 2009: Verdienstkreuz 1. Klasse der Bundesrepublik Deutschland[1]